# Schauerberg (Schneebergmassiv)
Der Schauerberg ist ein 732 m hoher, stark bewaldeter Berg im Schneebergmassiv des Fichtelgebirges (Bayern). Er wird auf Karten verschiedentlich auch „Schauberg“ genannt.
Im Fichtelgebirge gibt es auch den Schauerberg im Kösseinemassiv.

## Karten
- Fritsch Wanderkarte Naturpark Fichtelgebirge, Nr. 52 (17. Auflage).